# Taltali
Taltali è un sottodistretto (upazila) del Bangladesh situato nel distretto di Barguna, divisione di Barisal. Istituito nel 2012, si estende su una superficie di 258,94 km² e conta una popolazione di 88.004 abitanti (dato censimento 2011).